# Världsmästerskapen i skidskytte
Världsmästerskapen i skidskytte arrangeras varje år sedan 1958 för herrar och sedan 1984 för damer, med undantag för de år då olympiska vinterspelen går av stapeln. Sedan 1976 arrangeras dessa år en minivariant där de grenar som inte ingår i det olympiska programmet genomförs. Sedan 1989 anordnas herr- och damtävlingarna på samma ort och samtidigt. Stafetterna blev officiella först 1966.
Tävlingarna brukar hållas kring februari-mars, och vissa år har väderförhållanden tvingat fram att tävlingarna spritts ut till olika orter och tidpunkter under säsongen. Världsmästerskapen ingår även världscupen.

## Arrangörsorter
- 1958  Saalfelden, Österrike
- 1959  Courmayeur, Italien
- 1961  Umeå, Sverige
- 1962  Tavastehus, Finland
- 1963  Seefeld in Tirol, Österrike
- 1965  Elverum, Norge
- 1966  Garmisch-Partenkirchen, Västtyskland
- 1967  Altenberg, Östtyskland
- 1969  Zakopane, Polen
- 1970  Östersund, Sverige
- 1971  Tavastehus, Finland
- 1973  Lake Placid, New York, USA
- 1974  Minsk, Sovjetunionen
- 1975  Antholz, Italien
- 1976  Antholz, Italien (Sprint)
- 1977  Lillehammer, Norge
- 1978  Hochfilzen, Österrike
- 1979  Ruhpolding, Västtyskland
- 1981  Lahtis, Finland
- 1982  Minsk, Sovjetunionen
- 1983  Antholz, Italien
- 1984  Chamonix, Frankrike (Damer)
- 1985  Ruhpolding, Västtyskland (Herrar)
- 1985  Egg am Etzel, Schweiz (Damer)
- 1986  Oslo, Norge (Herrar)
- 1986  Falun, Sverige (Damer)
- 1987  Lake Placid, New York, USA (Herrar)
- 1987  Lahtis, Finland (Damer)
- 1988  Chamonix, Frankrike (Damer)
- 1989  Feistritz an der Drau, Österrike
- 1990  Minsk, Sovjetunionen
- 1990  Oslo, Norge
- 1990  Kontiolax, Finland
- 1991  Lahtis, Finland
- 1992  Novosibirsk, Ryssland (Endast lagtävling)[anm 1]
- 1993  Borovets, Bulgarien
- 1994  Canmore, Alberta, Kanada (Endast lagtävling)[anm 1]
- 1995  Antholz, Italien
- 1996  Ruhpolding, Tyskland
- 1997  Brezno, Slovakien
- 1998  Pokljuka, Slovenien (Endast 12,5 kilometer jaktstart och lagtävling)[anm 1]
- 1998  Hochfilzen, Österrike (Endast 12,5 kilometer jaktstart och lagtävling)[anm 1]
- 1999  Kontiolax, Finland
- 1999  Oslo, Norge
- 2000  Oslo, Norge
- 2000  Lahtis, Finland
- 2001  Pokljuka, Slovenien
- 2002  Oslo, Norge (Endast masstart)[anm 1]
- 2003  Chanty-Mansijsk, Ryssland
- 2004  Oberhof, Tyskland, Tyskland
- 2005  Hochfilzen, Österrike
- 2006  Pokljuka, Slovenien
- 2007  Antholz, Italien
- 2008  Östersund, Sverige
- 2009  Pyeongchang, Sydkorea
- 2010  Chanty-Mansijsk, Ryssland (Endast mixedstafett)[anm 1]
- 2011  Chanty-Mansijsk, Ryssland
- 2012  Ruhpolding, Tyskland
- 2013  Nové Mesto, Tjeckien
- 2015  Kontiolax, Finland
- 2016  Oslo, Norge[1]
- 2017  Hochfilzen, Österrike[1]
- 2019  Östersund, Sverige
- 2020  Rasen-Antholz, Italien
- 2021  Pokljuka, Slovenien
- 2023  Oberhof, Tyskland, Tyskland
- 2024  Nové Mesto, Tjeckien
- 2025  Lenzerheide, Schweiz

Kommande:
- 2027  Otepää, Estland
- 2028  Hochfilzen, Österrike
- 2029  Oslo, Norge

## Medaljfördelning nationsvis
| Pl.    | Nation          | Guld | Silver | Brons | Totalt |
| ------ | --------------- | ---- | ------ | ----- | ------ |
| 1      | Norge           | 66   | 63     | 59    | 188    |
| 2      | Tyskland        | 61   | 44     | 32    | 137    |
| 3      | Sovjetunionen   | 44   | 29     | 31    | 104    |
| 4      | Frankrike       | 25   | 37     | 24    | 86     |
| 5      | Ryssland        | 21   | 20     | 24    | 65     |
| 6      | Östtyskland     | 19   | 12     | 10    | 41     |
| 7      | Sverige         | 12   | 11     | 21    | 44     |
| 8      | Finland         | 10   | 10     | 16    | 36     |
| 9      | Ukraina         | 6    | 10     | 19    | 35     |
| 10     | Belarus         | 6    | 9      | 13    | 28     |
| 11     | Italien         | 6    | 4      | 12    | 22     |
| 12     | Tjeckien        | 5    | 6      | 7     | 18     |
| 13     | Österrike       | 2    | 5      | 9     | 16     |
| 14     | Västtyskland    | 2    | 4      | 7     | 13     |
| 15     | Slovenien       | 2    | 2      | 1     | 5      |
| 16     | Polen           | 1    | 6      | 7     | 14     |
| 17     | USA             | 1    | 3      | 1     | 5      |
| 18     | Kanada          | 1    | 2      | 1     | 4      |
| 19     | OSS             | 1    | 1      | 0     | 2      |
| 20     | Bulgarien       | 0    | 3      | 4     | 7      |
| 21     | Kina            | 0    | 3      | 0     | 3      |
| 22     | Slovakien       | 0    | 2      | 1     | 3      |
| 23     | Tjeckoslovakien | 0    | 1      | 3     | 4      |
| 24     | Rumänien        | 0    | 1      | 0     | 1      |
| 25     | Lettland        | 0    | 0      | 2     | 2      |
| 26     | Kroatien        | 0    | 0      | 1     | 1      |
| 26     | Estland         | 0    | 0      | 1     | 1      |
| Totalt | Totalt          | 304  | 302    | 304   | 910    |

| Flest guld under samma mästerskap     |       |             |
| Land                                  | Antal | År          |
| Norge                                 | 8     | 2013        |
| Tyskland                              | 7     | 2017        |
| Tyskland                              | 6     | 1999        |
| Norge                                 | 5     | 2005        |
| Tyskland                              | 5     | 2007 + 2008 |
| Sovjetunionen                         | 5     | 1986        |
| Flest medaljer under samma mästerskap |       |             |
| Land                                  | Antal | År          |
| Norge                                 | 11    | 2013        |
| Tyskland                              | 11    | 2007        |
| Ryssland                              | 11    | 2008        |
| Tyskland                              | 10    | 1999        |
| Norge                                 | 9     | 2004 + 2008 |
| Tyskland                              | 9     | 2005        |
| Sovjetunionen                         | 9     | 1990        |

## Lista över tidernas vinstrikaste skidskyttar i VM

### Herrar
| Nr | Namn                                | Land                 | Guld | Silver | Brons | Totalt |
| -- | ----------------------------------- | -------------------- | ---- | ------ | ----- | ------ |
| 1  | Ole Einar Bjørndalen                | Norge                | 19   | 11     | 9     | 39     |
| 2  | Frank Luck                          | Östtyskland Tyskland | 11   | 5      | 4     | 20     |
| 3  | Emil H. Svendsen Aleksandr Tichonov | Norge Sovjetunionen  | 11   | 4      | 2     | 17     |
| 5  | Ricco Groß                          | Tyskland             | 9    | 5      | 6     | 20     |
| 6  | Frank Ullrich                       | Östtyskland          | 9    | 4      | 1     | 14     |
| 7  | Raphaël Poirée                      | Frankrike            | 8    | 3      | 7     | 18     |
| 8  | Sven Fischer                        | Tyskland             | 7    | 6      | 7     | 20     |
| 9  | Mark Kirchner                       | Östtyskland Tyskland | 7    | 1      | 2     | 10     |
| 10 | Tarjei Bø                           | Norge                | 7    | 0      | 2     | 9      |

### Damer
| Nr | Namn                | Land                  | Guld | Silver | Brons | Totalt |
| -- | ------------------- | --------------------- | ---- | ------ | ----- | ------ |
| 1  | Magdalena Neuner    | Tyskland              | 12   | 4      | 1     | 17     |
| 2  | Petra Behle         | Västtyskland Tyskland | 9    | 2      | 2     | 13     |
| 3  | Uschi Disl          | Tyskland              | 8    | 8      | 3     | 19     |
| 4  | Andrea Henkel       | Tyskland              | 8    | 6      | 2     | 16     |
| 5  | Tora Berger         | Norge                 | 8    | 5      | 5     | 18     |
| 6  | Liv Grete Poirée    | Norge                 | 8    | 3      | 2     | 13     |
| 7  | Laura Dahlmeier     | Tyskland              | 7    | 3      | 3     | 13     |
| 8  | Svetlana Pecërskaja | Sovjetunionen OSS     | 7    | 3      | 1     | 11     |
| 8  | Olga Medvedtseva    | Ryssland              | 6    | 2      | 1     | 9      |

## Detaljerad lista över tidernas vinstrikaste skidskyttar i VM
Uppdaterat 21 februari 2013
Tabellen anger två tal: antal medaljer totalt / (varav individuella).
| Pos | Namn                        | Land          | Guld    | Silver | Brons | Totalt  | Aktiv     |
| --- | --------------------------- | ------------- | ------- | ------ | ----- | ------- | --------- |
| 1   | Ole Einar Bjørndalen        | Norge         | 19 (11) | 11 (4) | 9 (7) | 39 (22) | 1997–     |
| 2   | Magdalena Neuner            | Tyskland      | 12 (6)  | 4 (2)  | 1 (0) | 17 (8)  | 2007–2012 |
| 3   | Frank Luck                  | Tyskland      | 11 (3)  | 5 (2)  | 5 (1) | 21 (6)  | 1989–2004 |
| 4   | Aleksandr Tichonov          | Sovjetunionen | 11 (5)  | 4 (2)  | 2 (1) | 17 (8)  | 1967–1979 |
| 4   | Emil Hegle Svendsen         | Norge         | 11 (5)  | 4 (2)  | 2 (1) | 17 (8)  | 2007–     |
| 6   | Jelena Golovina             | Sovjetunionen | 10 (1)  | 1 (1)  | 1 (1) | 12 (3)  | 1985–1991 |
| 7   | Ricco Gross                 | Tyskland      | 9 (4)   | 5 (3)  | 6 (3) | 20 (10) | 1991–2007 |
| 8   | Frank Ullrich               | Östtyskland   | 9 (5)   | 4 (3)  | 1 (0) | 14 (8)  | 1977–1983 |
| 9   | Petra Behle                 | Tyskland      | 9 (4)   | 2 (0)  | 2 (1) | 13 (5)  | 1988–1997 |
| 10  | Uschi Disl                  | Tyskland      | 8 (2)   | 8 (4)  | 3 (0) | 19 (6)  | 1991–2005 |
| 11  | Andrea Henkel               | Tyskland      | 8 (4)   | 6 (0)  | 2 (0) | 16 (4)  | 1998–     |
| 12  | Tora Berger                 | Norge         | 8 (4)   | 5 (3)  | 5 (2) | 18 (9)  | 2005–     |
| 13  | Raphaël Poirée              | Frankrike     | 8 (7)   | 3 (2)  | 7 (5) | 18 (14) | 1998–2007 |
| 14  | Liv Grete Skjelbreid Poirée | Norge         | 8 (6)   | 3 (1)  | 2 (2) | 13 (9)  | 1997–2004 |
| 15  | Laura Dahlmeier             | Tyskland      | 7 (4)   | 3 (3)  | 3 (2) | 13 (9)  | 2013-     |

## Flest medaljer i samma mästerskap
Uppdaterat 21 februari 2013
| Flest guld i samma mästerskap |           |       |                |
| Namn                          | Land      | Antal | År             |
| Laura Dahlmeier               | Tyskland  | 5     | 2017           |
| Ole Einar Bjørndalen          | Norge     | 4     | 2005 + 2009    |
| Tora Berger                   | Norge     | 4     | 2013           |
| Liv Grete Poirée              | Norge     | 4     | 2004           |
| Magdalena Neuner              | Tyskland  | 3     | 2007+2008+2011 |
| Tarjei Bø                     | Norge     | 3     | 2013 + 2011    |
| Emil Hegle Svendsen           | Norge     | 3     | 2013           |
| Tora Berger                   | Norge     | 3     | 2012           |
| Andrea Henkel                 | Tyskland  | 3     | 2005           |
| Raphaël Poirée                | Frankrike | 3     | 2004           |
| Olena Zubrylova               | Ukraina   | 3     | 1999           |

| Flest medaljer i samma mästerskap |           |           |      |
| Namn                              | Land      | Antal     | År   |
| Laura Dahlmeier                   | Tyskland  | 6 (5-1-0) | 2017 |
| Tora Berger                       | Norge     | 6 (4-2-0) | 2013 |
| Marie Dorin Habert                | Frankrike | 6 (3-2-1) | 2016 |
| Martin Fourcade                   | Frankrike | 5 (4-1-0) | 2016 |
| Emil Hegle Svendsen               | Norge     | 5 (4-0-1) | 2013 |
| Magdalena Neuner                  | Tyskland  | 5 (3-2-0) | 2011 |
| Raphaël Poirée                    | Frankrike | 5 (3-1-1) | 2004 |
| Tarjei Bø                         | Norge     | 5 (3-0-2) | 2011 |

## Diverse prestationer
Uppdaterat 21 februari 2013

### Flest mästerskap i rad med individuellt VM-guld
- 5: Frank Ullrich  Östtyskland (1978-1983)
- 4: Ole Einar Bjørndalen  Norge (2005-2009)

### Flest mästerskap i rad med VM-guld (inkl lagtävlingar)
- 7: Ole Einar Bjørndalen  Norge (2005-2009)
- 7: Aleksandr Tichonov  Sovjetunionen (1969-1977)
- 5: Frank Ullrich  Östtyskland (1978-1983)

### Flest mästerskap i rad med individuell VM-medalj
- 10: Ole Einar Bjørndalen  Norge (1997-2009)
- 5: Aleksandr Tichonov  Sovjetunionen (1969-1974)

### Flest mästerskap i rad med VM-medalj (inkl lagtävlingar)
- 17: Ole Einar Bjørndalen  Norge (1997-2018)
- 13: Sven Fischer  Tyskland (1993-2007)
- 9: Aleksandr Tichonov  Sovjetunionen (1969-1977)
- 7: Raphaël Poirée  Frankrike (2000-2007)
- * Ricco Groß hade kunnat ha 11 i rad om han inte missat en medalj 2001.

### Flest individuella VM-guld i rad på samma distans
- 4: Ole Einar Bjørndalen  Norge (12,5 km jaktstart - 2005-2009)
- 3: Frank Ullrich  Östtyskland (10 km sprint - 1978-1981)
- 3: Mark Kirchner  Östtyskland/ Tyskland (10 km sprint - 1990-1993)
- 3: Raphaël Poirée  Frankrike (15 km masstart - 2000-2002)

### Flest individuella VM-medaljer i rad på samma distans
- 7: Raphaël Poirée  Frankrike (4G, 3B, 15 km masstart - 2000-2007)
- 6: Ole Einar Bjørndalen  Norge (4G, 2B, 10 km sprint - 2003-2009)
- 5: Ole Einar Bjørndalen  Norge (4G, 1B, 12,5 km jaktstart - 2004-2009)
- 4: Frank Ullrich  Östtyskland (3G, 1S, 10 km sprint - 1978-1982)
- 4: Anne Elvebakk  Norge (2G, 2B, 7,5 km sprint - 1987-1990)

### Flest individuella VM-guld totalt på samma distans
- 4: Ole Einar Bjørndalen  Norge (12,5 km jaktstart - 2005-2009)
- 4: Raphaël Poirée  Frankrike (15 km masstart - 2000-2004)
- 3: Aleksandr Tichonov  Sovjetunionen (20 km distans - 1989-2006)
- 3: Frank Ullrich  Östtyskland (10 km sprint - 1978-1981)
- 3: Mark Kirchner  Östtyskland/ Tyskland (10 km sprint - 1990-1993)

### Flest individuella VM-medaljer totalt på samma distans
- 7: Raphaël Poirée  Frankrike (4G, 3S, 15 km masstart - 2000-2007)
- 7: Ole Einar Bjørndalen  Norge (4G, 1S, 2B, 12,5 km jaktstart - 1997-2009)
- 6: Ole Einar Bjørndalen  Norge (4G, 2B, 10 km sprint - 2003-2009)
- 6: Aleksandr Tichonov  Sovjetunionen (3G, 2S, 1B, 1971-1977)
- 6: Ole Einar Bjørndalen  Norge (2G, 2S, 2B, 15 km masstart - 1999-2008)
- 6: Eirik Kvalfoss  Norge (2G, 3S, 1B, 10 km sprint - 1982-1991)

### Yngsta VM-medaljör
- 19 år, 359 dagar: Magdalena Neuner  Tyskland (Guld 2007)
- 21 år, 7 månader: Laura Dahlmeier  Tyskland (Guld och silver 2015)
- 22 år, 1 månad: Sergej Tjepikov  Sovjetunionen /  Ryssland (Guld 1989)
- 22 år, 7 månader: Tarjei Bø  Norge (Guld 2011)

### Äldsta VM-medaljör
- 39 år, 1 månad, 13 dagar: Sergej Tjepikov  Sovjetunionen /  Ryssland (2006)
- 39 år, 11 dagar: Ole Einar Bjørndalen  Norge (2013)

### Längst period mellan två VM-guld
- 18 år: Sergej Tjepikov  Sovjetunionen /  Ryssland (1989-2006)
- 16 år: Ole Einar Bjørndalen  Norge (1998-2013)
- 15 år: Halvard Hanevold  Norge (1985-2009)
- 15 år: Frank Luck  Tyskland (1989-2004)
- 12 år: Sven Fischer  Tyskland (1993-2004)

### Längst period mellan två VM-medaljer
- 19 år: Sergej Tjepikov  Sovjetunionen /  Ryssland (1988-2006)
- 17 år: Ole Einar Bjørndalen  Norge (1997-2013)
- 14 år: Andrea Henkel  Tyskland (2000-)
- 13 år: Sven Fischer  Tyskland (1993-2005)
- 13 år: Frode Andresen  Norge (1995-2007)
- 13 år: Aleksandr Tichonov  Sovjetunionen (1967-1979)